# プラザホテル浦和
プラザホテル浦和（プラザホテルうらわ）は、埼玉県さいたま市にあるホテル。JR中浦和駅（埼京線）に隣接している。

## 概要
運営会社の株式会社浦和スプリングレーンズは三谷セキサンの関連会社。
当ホテルは無料で自転車の貸し出しを行っている。
上野駅・京成上野駅の近くにあるホテルゲストワン上野駅前はグループホテル。

## 沿革
- 1986年6月3日 - 株式会社浦和スプリングレーンズ創立。

## 主な施設
- バーミヤン中浦和駅前店
- お食事処 和
- 浦和スプリングレーンズ（ボウリング場）
- 浦和中央歯科クリニック（ウェブサイトには未記載）[1]

## アクセス
- 中浦和駅下車。徒歩1分。